# Hechtia zamudioi
Hechtia zamudioi är en gräsväxtart som beskrevs av Espejo, López-ferr. och Ivón Mercedes Ramírez Morillo. Hechtia zamudioi ingår i släktet Hechtia och familjen Bromeliaceae. Inga underarter finns listade i Catalogue of Life.